# کانگاره-فولبه
کانگاره-فولبه شهری در شهرستان رولو در استان بام در بورکینافاسوی شمالی است و جمعیت آن ۲۷۰ نفر است.